# 除籍 (図書館)
除籍（じょせき、英: Weedingまたはdiscard、独: Makulierung）は、図書館において図書原簿から図書館資料を除去すること。資料の収集とは逆の行為であるが、収集と除籍はしばしば同じ思考プロセスをたどることになる。除籍はコレクションを最新・適切・良好な状態に保つために極めて重要なプロセスであり、継続的に行われるべきである。

## 除籍の理由
「よく管理され、よく絞り込まれたコレクションは、古くなったまたは不要な資料でいっぱいになったコレクションよりもはるかに役に立つ」という考えに基づく。物理的なコレクションに対して除籍を行うことで次のような利益が得られる。
- 適切な資料を追加する空間を確保する。
- 利用者が有用な資料に素早くたどり着くことができ、図書館員はより簡単に情報を利用者に案内できる。
- 資料が最新となるため、コレクションの信頼性が増す。
- 図書館員がコレクションの強みと弱みを容易に把握できる。
- 資料の品質や物理的な状態が良好となる。

デジタル媒体のコレクションの場合、スペースは問題にならない。しかし、これはデジタルコレクションに除籍を行う必要がないということを意味するわけではない。デジタル資料であっても古いものや不適切なものを除去しておくことで、検索結果が絞り込まれ、利用者が本当に必要としている資料にたどり着きやすくなるのである。よってデジタルコレクションも物理的コレクション同様に最新かつ容易に見つけやすくしておくべきである。

## 除籍基準
除籍は図書館の資料収集部門の指針に沿うべきであり、除籍基準は示されるべきである。しかし日本国内では統一した明確な除籍基準は存在しない。以下は除籍されうる資料の基準である。
- 内容が不十分である
  - 内容が時代遅れである
  - 内容に偏りや差別的・性的なものが含まれる
  - 内容が利用者の求めるものと合わない（または学校のカリキュラムで扱われない）
  - 内容が利用者にとって高度すぎるもしくは低度すぎる（学校図書館にとって特に重要な問題）
- 状態が不十分である
  - 資料が修復困難なほど破損している（ページの破れや背表紙の損壊）
  - 資料が汚損している、異臭がする
  - 資料が次の貸し出しに耐えられない
- 利用状況が不十分である
  - 一定期間に資料が利用者から使われていない
- その他
  - 蔵書の重複（副本が不要になった） - 一時的に利用が増大した資料は同じものを複数所蔵していることがあるが、需要が落ち着けば除籍される[5]。
  - 他の資料に同じ情報がある
  - 資料の交換が行われた
  - 視覚的訴求力に難がある（芸術作品を含む）

## 除籍資料の行方

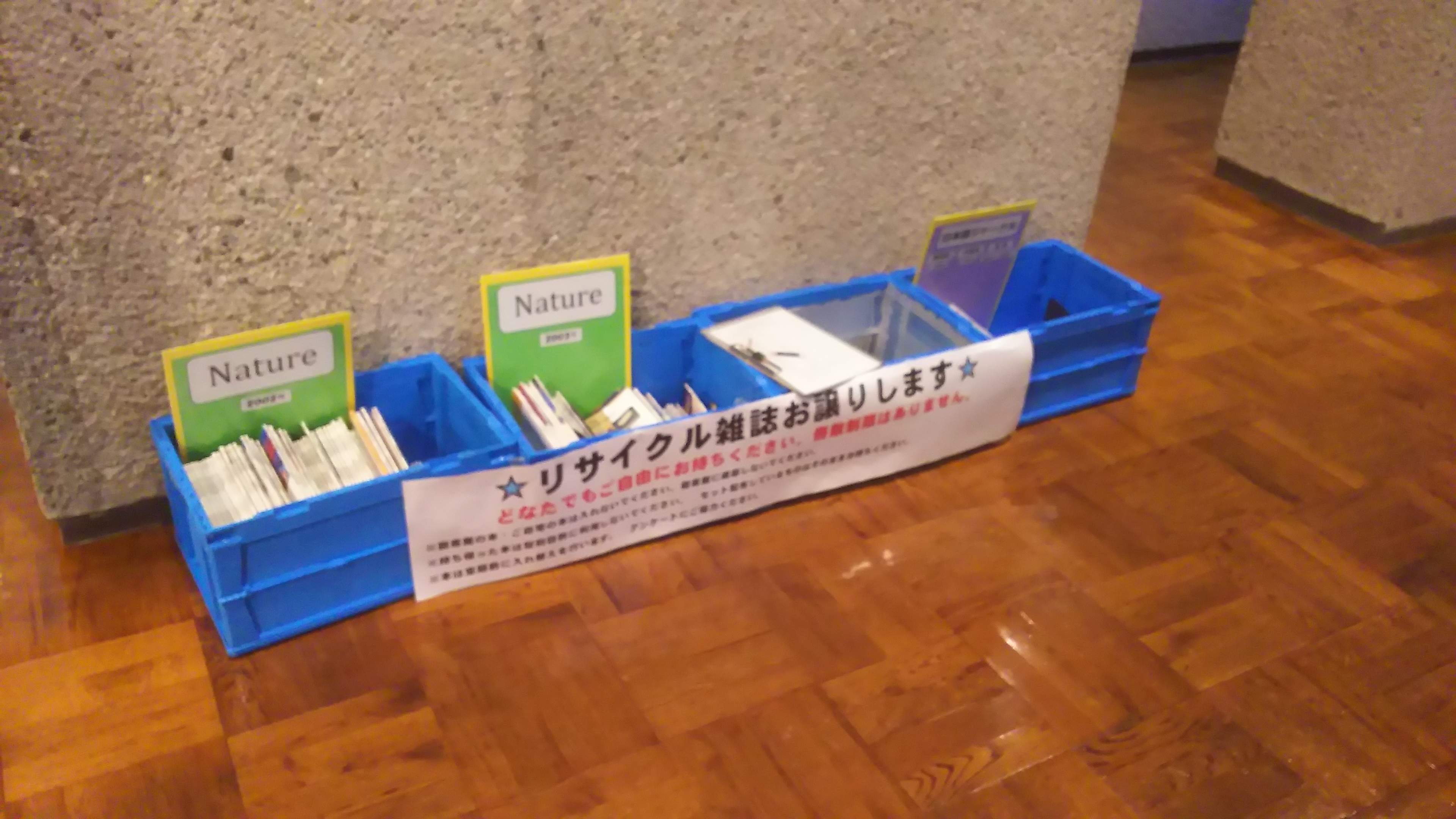
除籍された雑誌を無料配布するコーナー（つくば市立中央図書館）

除籍された資料はたいてい無償譲渡されるか廃棄処分となる。図書館の利用者などに無償譲渡される除籍資料は、著しく破損したものはまれで、読む分には何ら差支えがないものがほとんどである。通常、除籍資料を転売することは図書館側が禁止しているが、罰則がないため古本市やネットオークションなどで流通することがある。利用頻度の高い児童書は、破損すると一度除籍されるが、もう一度同じ図書を購入し直すことが一般的である。

## 課題
除籍は地域住民の間で物議をかもすことがあり、Library Journalの編集者を長年務めてきたジョン・N・ベリー三世（John N. Berry III）は「除籍戦争」と題した評論を寄稿している。日本では1990年代前半にマスメディアで除籍と廃棄の問題が盛んに取り上げられたことから図書館学でも議論が行われたほか、2001年に司書が新しい歴史教科書をつくる会の会員の著作を独断で除籍した船橋市西図書館蔵書破棄事件が発生している。